# ماورو ريكيتشو
ماورو ريكيتشو (7 أبريل 1995 بكاشكايش في البرتغال - ) هو لاعب كرة قدم برتغالي في مركز الدفاع. شارك مع منتخب البرتغال تحت 17 سنة لكرة القدم ومنتخب البرتغال تحت 18 سنة لكرة القدم ومنتخب البرتغال تحت 19 سنة لكرة القدم ومنتخب البرتغال تحت 20 سنة لكرة القدم ومنتخب البرتغال تحت 21 سنة لكرة القدم. أما مع النوادي، فقد لعب مع سبورتينغ لشبونة ب.

## وصلات خارجية
- ماورو ريكيتشو على موقع الاتحاد الدولي (مؤرشف)  (الإنجليزية)
- ماورو ريكيتشو على موقع قاعدة بيانات كرة القدم.إي يو (الإنجليزية)
- ماورو ريكيتشو على موقع Soccerway.com (الإنجليزية)
- ماورو ريكيتشو على موقع عالم كرة القدم.نت (الإنجليزية)